# Mesèmbria
|  | Per la ciutat del mateix nom a la costa sud de Tràcia vegeu Mesèmbria del Lissos. |

Mesèmbria (grec antic: Μεσημβρία, llatí: Mesembria) fou una important ciutat grega de la costa tràcia de l'Euxí, al peu de la serralada d'Hemos, prop de la Mèsia. Fou una colònia grega d'ètnia dòrica establerta el segle vi aC sobre un assentament traci. Correspon a la població moderna de Nessèbar.
Les excavacions a la ciutat han revelat que sota els nivells arqueològics més antics de la colònia grega hi ha uns nivells inferiors corresponents a un assentament traci fortificat amb una gran murada, amb una cronologia que oscil·la entre el segle xii aC i el segle vi aC. Cap a final del segle vi aC es fundà la ciutat grega de Mesèmbria, que cap al segle següent ja s'havia consolidat com un dels centres econòmics i comercials de la costa occidental de la Mar Negra.
Mesèmbria era una colònia dòrica, però  l'origen dels colonitzadors no és segur. Així, segons Heròdot i el periple del Pont Euxí, els pobladors venien de Calcedònia i Bizanci, i Estrabó diu que provenien de Mègara, mentre que segons els Iambes al Rei Nicomedes provenien de Calcedònia i Mègara. El fet és que tant Calcedònia com Bizanci eren, al seu torn, colònies de Mègara, com també ho era Heraclea Pòntica, una altra colònia de l'Euxí. Pel que fa al nom, el sufix -bria correspon al nom traci per 'ciutat', mentre que el primer element correspondria a un heroi, una divinitat o bé al fundador de la ciutat. En aquest sentit, Estrabó i Esteve de Bizanci diuen que el fundador de la ciutat s'anomenava Melsas o Menas, i que d'aquí prové el nom.
Mesèmbria va formar una Pentàpolis grega a l'Euxí amb altres ciutats: Odessos, Tomis, Istròpolis i Apol·lònia. No fou teatre de cap fet especialment destacat a la seva història antiga. El 71 aC va passar a Roma com a ciutat lliure, i va romandre en poder de romans fins ben entrada l'edat mitjana, llavors dins l'Imperi Romà d'Orient. El nom búlgar de la ciutat, Nessèbar, es documenta per primera vegada el segle xi.
Bona part de les excavacions foren dirigides per Liuba Ognènova-Marínova, arqueòloga búlgara pionera en arqueologia subaquàtica.